# Спрінгдейл (Ньюфаундленд і Лабрадор)
Спрінгдейл (англ. Springdale) — містечко в Канаді, у провінції Ньюфаундленд і Лабрадор.

## Населення
За даними перепису 2016 року, містечко нараховувало 2971 особу, показавши зростання на 2,2%, порівняно з 2011-м роком. Середня густина населення становила 168,8 осіб/км².
З офіційних мов обидвома одночасно володіли 35 жителів, тільки англійською — 2 855, а 5 — жодною з них. Усього 10 осіб вважали рідною мовою не одну з офіційних.
Працездатне населення становило 50,3% усього населення, рівень безробіття — 23,6% (31,1% серед чоловіків та 15,3% серед жінок). 93,6% осіб були найманими працівниками, а 3,9% — самозайнятими.
Середній дохід на особу становив $40 249 (медіана $25 611), при цьому для чоловіків — $54 479, а для жінок $28 090 (медіани — $38 080 та $19 776 відповідно).
24% мешканців мали закінчену шкільну освіту, не мали закінченої шкільної освіти — 30,7%, 45,6% мали післяшкільну освіту, з яких 23,2% мали диплом бакалавра, або вищий.
| Статево-вікова структура населення | Статево-вікова структура населення | Статево-вікова структура населення | Статево-вікова структура населення | Статево-вікова структура населення |
| ---------------------------------- | ---------------------------------- | ---------------------------------- | ---------------------------------- | ---------------------------------- |
|                                    |                                    |                                    |                                    |                                    |
| Всього                             | Всього                             | 46,8%53,2%                         |                                    |                                    |
| 0 — 14 років                       | 0 — 14 років                       |                                    | 14%                                | 14%                                |
| 15 — 64 років                      | 15 — 64 років                      |                                    | 57%                                | 57%                                |
| 65 і більше                        | 65 і більше                        |                                    | 29%                                | 29%                                |
| 85 і більше                        | 85 і більше                        |                                    | 4,6%                               | 4,6%                               |
| Середній вік (років)               | Середній вік (років)               | 47,348,8                           | 48,1                               | 48,1                               |
| Медіана (років)                    | Медіана (років)                    | 50,852,3                           | 51,6                               | 51,6                               |
| — чоловіки — жінки                 |                                    |                                    |                                    |                                    |

| Походження мешканців:     | Походження мешканців:     | Походження мешканців: | Походження мешканців: | Походження мешканців: |
| ------------------------- | ------------------------- | --------------------- | --------------------- | --------------------- |
| Походження                |                           |                       | осіб                  | %                     |
| Корінні американці        | Корінні американці        |                       | 125                   | 4.47%                 |
| Інше північноамериканське | Інше північноамериканське |                       | 1 885                 | 67.44%                |
| Європейське               | Європейське               |                       | 1 205                 | 43.11%                |
| британське                | британське                |                       | 1 160                 | 41.5%                 |
| французьке                | французьке                |                       | 60                    | 2.15%                 |
| Африканське               | Африканське               |                       | 20                    | 0.72%                 |
| Азійське                  | Азійське                  |                       | 10                    | 0.36%                 |

| Зайнятість населення за галузями (за класифікацією NOC): | Зайнятість населення за галузями (за класифікацією NOC): | Зайнятість населення за галузями (за класифікацією NOC): | Зайнятість населення за галузями (за класифікацією NOC): | Зайнятість населення за галузями (за класифікацією NOC): |
| -------------------------------------------------------- | -------------------------------------------------------- | -------------------------------------------------------- | -------------------------------------------------------- | -------------------------------------------------------- |
|                                                          |                                                          |                                                          |                                                          |                                                          |
| Управління                                               | Управління                                               |                                                          | 9,7%                                                     | 9,7%                                                     |
| Бізнес, фінанси та адміністрування                       | Бізнес, фінанси та адміністрування                       |                                                          | 8,8%                                                     | 8,8%                                                     |
| Природничі та прикладні науки                            | Природничі та прикладні науки                            |                                                          | 5,3%                                                     | 5,3%                                                     |
| Охорона здоров'я                                         | Охорона здоров'я                                         |                                                          | 9,3%                                                     | 9,3%                                                     |
| Освіта, правозахист, муніципальні та урядові служби      | Освіта, правозахист, муніципальні та урядові служби      |                                                          | 11,9%                                                    | 11,9%                                                    |
| Мистецтво, культура, відпочинок та спорт                 | Мистецтво, культура, відпочинок та спорт                 |                                                          | 1,8%                                                     | 1,8%                                                     |
| Роздрібна торгівля та послуги                            | Роздрібна торгівля та послуги                            |                                                          | 24,2%                                                    | 24,2%                                                    |
| Гуртова торгівля, транспорт та обладнання                | Гуртова торгівля, транспорт та обладнання                |                                                          | 18,5%                                                    | 18,5%                                                    |
| Природні ресурси, сільське господарство                  | Природні ресурси, сільське господарство                  |                                                          | 7,5%                                                     | 7,5%                                                     |
| Виробництво                                              | Виробництво                                              |                                                          | 3,1%                                                     | 3,1%                                                     |

## Клімат
Середня річна температура становить 3,8°C, середня максимальна – 19,8°C, а середня мінімальна – -13°C. Середня річна кількість опадів – 1 018 мм.
| Клімат поселення                              | Клімат поселення | Клімат поселення | Клімат поселення | Клімат поселення | Клімат поселення | Клімат поселення | Клімат поселення | Клімат поселення | Клімат поселення | Клімат поселення | Клімат поселення | Клімат поселення | Клімат поселення |
| Показник                                      | Січ.             | Лют.             | Бер.             | Квіт.            | Трав.            | Черв.            | Лип.             | Серп.            | Вер.             | Жовт.            | Лист.            | Груд.            |                  |
| Середній максимум, °C                         | −2,76            | −2,86            | 1,04             | 6,32             | 11,40            | 15,86            | 19,78            | 19,32            | 15,04            | 9,74             | 5,04             | −0,66            |                  |
| Середня температура, °C                       | −7,78            | −7,9             | −4,02            | 1,28             | 6,34             | 10,80            | 16,20            | 15,72            | 11,46            | 6,18             | 1,44             | −4,24            |                  |
| Середній мінімум, °C                          | −12,86           | −12,96           | −9,1             | −3,8             | 1,32             | 5,74             | 12,62            | 12,18            | 7,92             | 2,58             | −2,12            | −7,84            |                  |
| Норма опадів, мм                              | 83               | 72               | 71               | 63               | 76               | 91               | 85               | 104              | 92               | 103              | 93               | 85               |                  |
| Середньомісячна швидкість вітру, м/с          | 6.60             | 6.20             | 6.00             | 5.50             | 5.00             | 4.80             | 4.50             | 4.60             | 5.20             | 5.60             | 6.30             | 6.60             |                  |
| Середньомісячна сонячна радіація, кДж/м²·день | 3767             | 6733             | 10810            | 14337            | 17417            | 18943            | 18586            | 15587            | 11464            | 6804             | 3814             | 2796             |                  |
| --------------------------------------------- | ---------------- | ---------------- | ---------------- | ---------------- | ---------------- | ---------------- | ---------------- | ---------------- | ---------------- | ---------------- | ---------------- | ---------------- | ---------------- |
| Джерело:                                      |                  |                  |                  |                  |                  |                  |                  |                  |                  |                  |                  |                  |                  |

## Відомі уродженці та жителі
- Наташа Генстридж (н.1974) — канадська акторка й колишня фотомодель.